# Herencsény
Herencsény là một thị trấn thuộc hạt Nógrád, Hungary. Thị trấn này có diện tích 33,18 km², dân số năm 2010 là 640 người, mật độ 19 người/km².